# Club Can’t Handle Me
Club Can’t Handle Me ist ein Lied des US-amerikanischen Rappers Flo Rida, mit dem französischen DJ David Guetta. Die ebenso beteiligte US-amerikanische Sängerin Nicole Scherzinger wird auf dem Singlecover nicht erwähnt. Das Lied ist in C-Dur verfasst und hat eine bpm-Anzahl von 128.

## Hintergrund
Das Stück wurde am 28. Juni 2010 über iTunes veröffentlicht. Es ist die Leadsingle des Tanzfilms Step Up 3D und die erste Single aus Flo Ridas drittem Studioalbum Only One Flo (Part 1). Der von Tramar Dillard, Carmen Key, Kasia Livingston, Mike Caren, David Guetta, Frédéric Riesterer und Giorgio Tuinfort geschriebene Song war erstmals am 8. Juni 2010 auf Flo Ridas offizieller Website in voller Länge anhörbar.

## Musikvideo
Das Musikvideo wurde von Marc Klasfeld in Los Angeles gedreht. Es zeigt Flo Rida aus einem Lamborghini Reventón aussteigen und auf eine Party gehen, wo er Guetta und Scherzinger trifft.

## Liveauftritte
Flo Rida trat mit dem Titel am 14. Juli 2010 in der Tonight Show with Jay Leno auf, am 2. August 2010 in der Wendy Williams Show, am 3. August 2010 bei Jimmy Kimmel Live! und zwei Tage später bei So You Think You Can Dance.

## Rezensionen
Club Can’t Handle Me bekam überwiegend positive Kritik. So meint beispielsweise Bill Lamb von About.com, der Song sei zwar oberflächlich, aber es gebe Passagen, die man nicht mehr aus dem Ohr bekomme, während das alles mühelos klinge. Er vergibt vier von fünf möglichen Sternen.
Dara Hickey, Bewertung , von Unreality Shout erklärt, dass Flo Rida es auch ohne die Hilfe des Produzenten und der Co-Texter schaffe, einen clubwürdigen Song zu machen. Außerdem stellt sie ironisch fest, dass David Guetta ein Mann ist, der nicht nur einfach Knöpfe dreht:

“What’s that? David Guetta is a GUY!? What’s with all the knob-twiddling?”

„Was ist das? David Guetta ist ein MANN!? Was ist mit dem ganzen Knopf-Drehen?“

Laut Nick Levine von Digital Spy ist Club Can’t Handle Me ein „riesiger Party-Banger“ und David Guettas spaßigste Produktion seit I Gotta Feeling. Der Text seien aber eine Parade aus völligem Unsinn und würden nur Eingebildetheit beschreiben. Er vergab ebenfalls vier von fünf möglichen Sternen.

## Kommerzieller Erfolg

### Chartplatzierungen
Der Song erreichte die Chartspitze in Irland, Israel, Polen, Portugal und dem Vereinigten Königreich und außerdem die Top 5 in Australien, Belgien, Finnland, Frankreich, Ungarn, den Niederlanden, Spanien, der Schweiz, Österreich, Kanada, Neuseeland und Deutschland. In den Vereinigten Staaten erreichte der Song Platz 9.
| ChartsChartplatzierungen       | Höchstplatzierung | Wochen |
| ------------------------------ | ----------------- | ------ |
| Deutschland (GfK)              | 4 (34 Wo.)        | 34     |
| Österreich (Ö3)                | 3 (25 Wo.)        | 25     |
| Schweiz (IFPI)                 | 3 (30 Wo.)        | 30     |
| Vereinigte Staaten (Billboard) | 9 (21 Wo.)        | 21     |
| Vereinigtes Königreich (OCC)   | 1 (27 Wo.)        | 27     |

| ChartsJahrescharts (2010)      | Platzierung |
| ------------------------------ | ----------- |
| Deutschland (GfK)              | 31          |
| Österreich (Ö3)                | 14          |
| Schweiz (IFPI)                 | 24          |
| Vereinigte Staaten (Billboard) | 40          |
| Vereinigtes Königreich (OCC)   | 20          |

### Auszeichnungen für Musikverkäufe
| Land/Region                  | Auszeichnungen für Musikverkäufe (Land/Region, Auszeichnung, Verkäufe) | Verkäufe  |
| ---------------------------- | ---------------------------------------------------------------------- | --------- |
| Australien (ARIA)            | 3× Platin                                                              | 210.000   |
| Belgien (BRMA)               | Gold                                                                   | 15.000    |
| Dänemark (IFPI)              | Gold                                                                   | 45.000    |
| Deutschland (BVMI)           | 3× Gold                                                                | 450.000   |
| Frankreich (SNEP)            | —                                                                      | 77.500    |
| Italien (FIMI)               | Platin                                                                 | 30.000    |
| Kanada (MC)                  | 3× Platin                                                              | 240.000   |
| Japan (RIAJ)                 | Gold (Digital, Januar 2014) · + Gold (Digital, Juni 2014)              | 200.000   |
| Mexiko (AMPROFON)            | Gold                                                                   | 30.000    |
| Neuseeland (RMNZ)            | 3× Platin                                                              | 90.000    |
| Österreich (IFPI)            | Platin                                                                 | 30.000    |
| Schweiz (IFPI)               | Platin                                                                 | 30.000    |
| Spanien (Promusicae)         | Platin                                                                 | 40.000    |
| Südkorea (KMCA)              | —                                                                      | 213.784   |
| Vereinigte Staaten (RIAA)    | 3× Platin                                                              | 3.025.000 |
| Vereinigtes Königreich (BPI) | 2× Platin                                                              | 1.200.000 |
| Insgesamt                    | 6× Gold · 19× Platin ·                                                 | 5.926.284 |

Hauptartikel: Flo Rida/Auszeichnungen für Musikverkäufe